# Cantón de Saint-Père-en-Retz
El cantón de Saint-Père-en-Retz era una división administrativa francesa, que estaba situada en el departamento de Loira Atlántico y la región de Países del Loira.

## Composición
El cantón estaba formado por 4 comunas:
- Chauvé
- Frossay
- Saint-Père-en-Retz
- Saint-Viaud

## Supresión del cantón de Saint-Père-en-Retz
En aplicación del Decreto n.º 2014-243 de 25 de febrero de 2014, el cantón de Saint-Père-en-Retz fue suprimido el 22 de marzo de 2015 y sus 4 comunas pasaron a formar parte; tres del nuevo cantón de Saint-Brevin-les-Pins y una del nuevo cantón de Pornic.